# Herms Niel
Ferdinand Friedrich Hermann Nielebock (Nielebock, 17 de abril de 1888 – Lingen, 16 de julho de 1954),  conhecido como Herms Niel, foi um compositor alemão de canções e marchas militares. 

## Biografia
Ao terminar a escola em 1902, Niel completou seu aprendizado com o mestre do coro Genthin, Adolf Büchner. Em outubro de 1906 ingressou no Exército Imperial Alemão e foi admitido como trombonista e oboísta no 1º Regimento de Infantaria da Guarda (1. Garderegiment zu Fuss) em Potsdam. Durante a Primeira Guerra Mundial foi maestro do 423º Regimento de Infantaria Alemão. Em 1919, foi desmobilizado e trabalhou como funcionário da administração até 1927. Nesse mesmo ano, foi cofundador em Potsdam da Ritterschaftsorchester (Orquestra dos Cavaleiros), onde foi compositor e letrista.
Depois de os nazistas tomarem o poder, Niel, em 1933,  juntou-se ao Partido Nazista como membro 2.171.788.  Ele se tornou líder de tropa Sturmabteilung, antes de ser promovido a líder de banda do estabelecimento de treinamento Reichsarbeitsdienst (RAD) em Potsdam. 
Durante o período nazista, dedicou-se à composição de marchas e canções, que foram popularizadas pelo NSDAP e amplamente distribuídas em todas as frentes da Segunda Guerra Mundial. Nos comícios do partido nazista em Nuremberg, ele foi o maestro de todas as bandas musicais da RAD. 
Niel também inventou e projetou um trompete de fanfarra, conhecido como Herms Niel-Doppelfanfare, em Mi e Si bemol, que foi fabricado em 1938 por Ernst Hess Nachf., uma fábrica de acordeões em Klingenthal. 
Em 1941 compôs a partitura Sieg Heil Viktoria para a Waffen-SS. 
Durante o pós-guerra, Niel viveu em Lingen, onde morreu em 1954. 

## Obras
- "Adlerlied"
- "Antje, mein blondes Kind"
- "Das Engellandlied" (1939), letras: Hermann Löns)
- "Die ganze Kompanie"
- "Du Schönste von Städtel, schwarzbraunes Mädel"
- "Es blitzen die stählernen Schwingen"
- "Erika (Auf der Heide blüht ein kleines Blümelein)" (1938)
- "Es geht ums Vaterland"
- "Es ist so schön, Soldat zu sein, Rosemarie"
- "Es war ein Edelweiß"
- "Edelweißmarsch"
- "Fallschirmjägerlied"
- "Fliegerkuss"
- "Frühmorgens singt die Amsel"
- "Gerda – Ursula – Marie"
- "Hannelore Marschlied"
- "Heut´ sind wir wieder unter uns"
- "Heut’ stechen wir ins blaue Meer"
- "Heute muß ich scheiden"
- "Im Osten pfeift der Wind"
- "In der Heimat steh’n auf Posten"
- "Jawoll, das stimmt, jawoll"
- "Kamerad, wir marschieren gen Westen"
- "Liebchen adé (Annemarie-Polka)" (1934)
- "Liebling, wenn ich traurig bin…"
- "Marie - Mara - Maruschkaka!"
- "Matrosenlied"
- "Mein Bismarckland"
- "Mit Mercedes Benz voran"
- "Rosalinde"
- "Rosemarie (Rosemarie, ich lieb' dich gar so sehr)"
- "Ruck Zuck"
- "Sieg Heil Viktoria"
- "Stuka über Afrika"
- "Unsere Flagge"
- "Veronika - Marie"
- "Waltraut ist ein schönes Mädchen"
- "Wenn die Sonne scheint, Annemarie (Die Landpartie)"
- "Tschingta, Tschingta, Bummtara"

## Ligações externos
- Breve biografia de Herms Niel (em alemão)
- Herms Niel em cartões postais, Universidade de Osnabrück (em alemão)
- Lista de músicas em Deutscheslied.com (em alemão)